# Nothroctenus lineatus
Nothroctenus lineatus är en spindelart som först beskrevs av Albert Tullgren 1905.  Nothroctenus lineatus ingår i släktet Nothroctenus och familjen Ctenidae.
Artens utbredningsområde är Bolivia. Inga underarter finns listade i Catalogue of Life.